# Мајдлинг
Мјадлинг представља 12. округ града Беча.

## Географија
12. бечки округ лежи југозападно од централног бечког округа, и јужно од десне стране ријеке Вин. Округ се састоји из два дјела: густо изграђени дио, који се налази ближе центру града (Meidling und Gaudenzdorf) и област која је мање изграђена (Altmannsdorf und Hetzendorf)

## Историја
Мајдлинг је спомињан у историји још 1104-те, али под именом Murlingen. Овај територији је већином припадао црквеној општини Клостернојбург. У средњем вијеку у Мајдлингу се већина становништва бавила углавном виноградарством. 1755. године, пронађен је природни извор, чија вода је богата сумпором, па је потом овај дио постао омиљено излетиште многим Бечлијама. Крајем 18. вијека у мјесту је почела са радом индустријска производња, што је у битном промијенило карактер овог мјеста. Све то је 1806. године довело до дијељења већ ионако велике општине на два дијела: Obermeidling (Горњи мајдлинг) и Untermeidling (Доњи Мајдлинг). У Доњем Мајдлингу су 1846. развила и од њега одвојила нова општина под именом Wilhelmsdorf.
1819. уздуж данашњег бечког гиртела развило се насеље Gaudenzdorf, у ком су се, поред ријеке Вин населили многобројни молери, фарбари, чистачи, кожари...
Мјесто Altmannsdorf, се први пут спомиње 1314, и то као мјесто са пољопривредним карактером. 1190. године први пут се спомиње и мјесто Hetzendorf. Касније су се ова мјеста налазила у посједу црквене општине Клостернојбург и у посјед њемачког витешког ред. у 18. вијеку мјеста су се развила у насеља у којима су грађене виле.
1. јануара 1892. године сва ова насеља су удружена и названа "12. бечки округ Meidling". Од тада, овај округ је постао типични „раднички округ“. У предјелу Бечког гиртла у вријеме око 1920-те никао је велики број фабрика. Дијелови округа, Хецендорф и Алтмансдорф остали су ипак као неизграђени пољопривредни рејон, али ипак, након Другог свјетског рата играђена су поједина стамбена насеља.

## Становништво
Број становника округа Мајдлинг износи 83.050. Задњи попис је извршен 2001. године. У округу 15.952 не посједују аустријско држављанство, а то је процентуални удио од 19,2%. Међу њима је такође велики број Срба, али због многих који илегално бораве у Аустрији, тачан број није могуће утврдити.

## Политика

### Управа округа
| Начелник општине од 1945 | Начелник општине од 1945 |
| ------------------------ | ------------------------ |
| Елијас Терлецки (KPÖ)    | 1945–1946                |
| Август Фирст (SPÖ)       | 1946–1959                |
| Вилхелм Храдил (SPÖ)     | 1959–1976                |
| Курт Најгер (SPÖ)        | 1976–1991                |
| Франц Рупанер (SPÖ)      | 1991–1995                |
| Херберт Хезуцки (SPÖ)    | 1995–2003                |
| Габријеле Вотава (SPÖ)   | 2003–                    |

## Образовање
У двору Хецендорф (Hetzendorf) налази се школа моде.
У округу постоје још двије опште гимназије (GRG). Једна се налази у Rosasgasse и то је ГРГ 12 Розасгасе. Она постоји од 1883. У њој су матурирале неке од познатих личности из Беча, као што је канцелар Игнац Зајпел. Ова гимназија је позната и по томе што посједује један од највећих Теслиних трансорматора у Европи.
Друга гимназија је ГРГ 12 Ерлгасе (GRG 12 Erlgasse), која постоји од педесетих година 20. вијека.